# 鶴ケ谷北
鶴ケ谷北（つるがやきた）は、宮城県仙台市宮城野区の町丁。郵便番号は983-0825。住民基本台帳に基づく人口は923人、世帯数は434世帯（2025年4月1日現在）。現行行政地名は鶴ケ谷北一丁目から鶴ケ谷北二丁目であり、全域で住居表示を実施している。

## 地理
鶴ケ谷の北隣に位置し、南側の鶴ケ谷と北側の泉区南光台東に挟まれる形となっている。一部を国道4号仙台バイパスが走っており、国道沿いには北の中溜池（北堤）と北の下溜池（中堤）という二つのため池が存在する。広義には鶴ケ谷団地にも含まれる。
鶴ケ谷北という地名は1988年（昭和63年）に実施された鶴ケ谷北地区の住居表示によって誕生し、以前は小字名である大久保山、山沢、本山と呼ばれていた。
- ため池：北の中溜池（北堤）・北の下溜池（中堤）

### 地名の由来
鶴ケ谷の北に位置することから名付けられた。

## 歴史

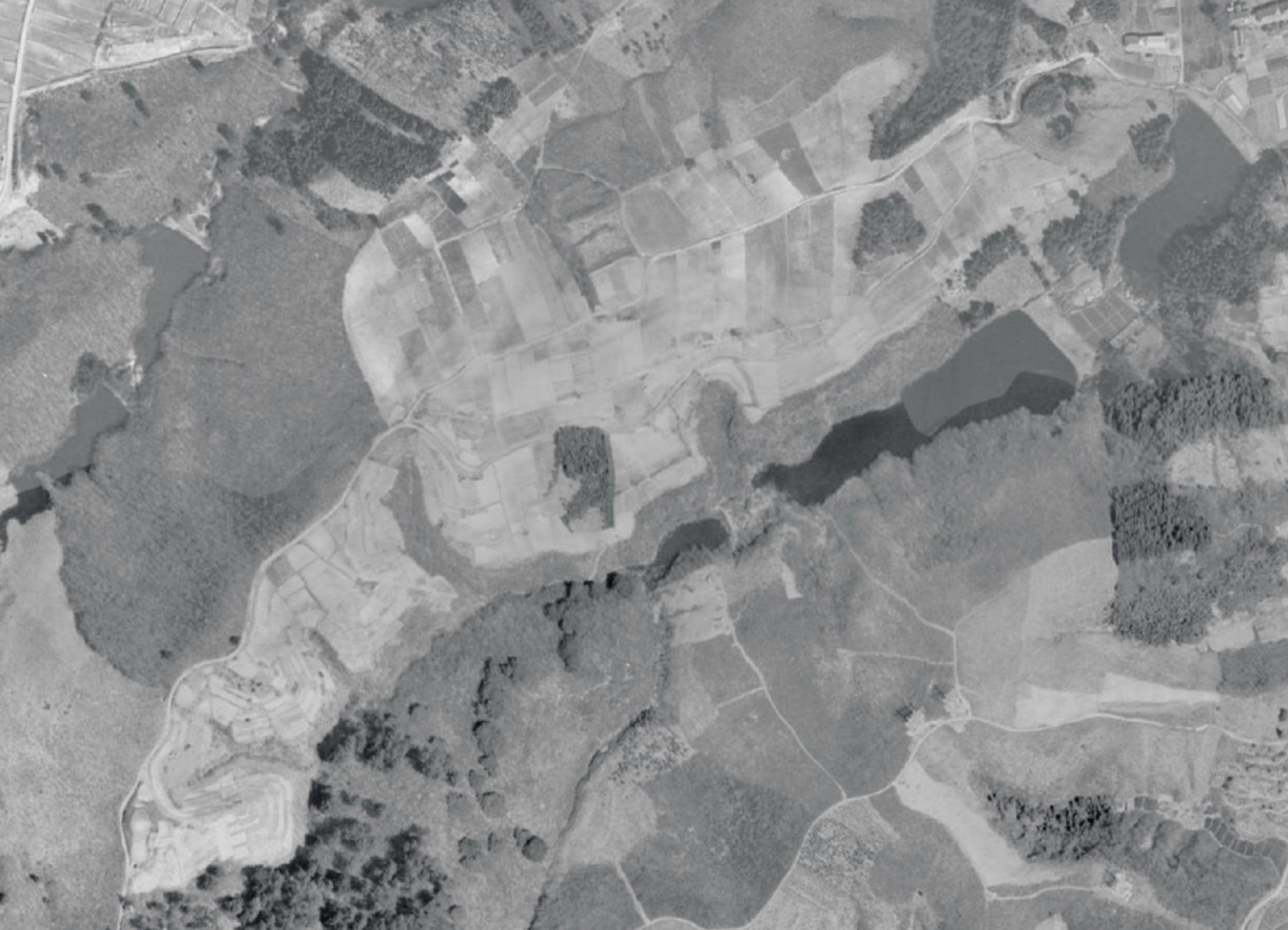
造成前の鶴ケ谷北（1961年4月20日撮影）

### 近代まで
江戸時代まで鶴ケ谷北は陸奥国宮城郡鶴谷村の一部であった。

### 現代

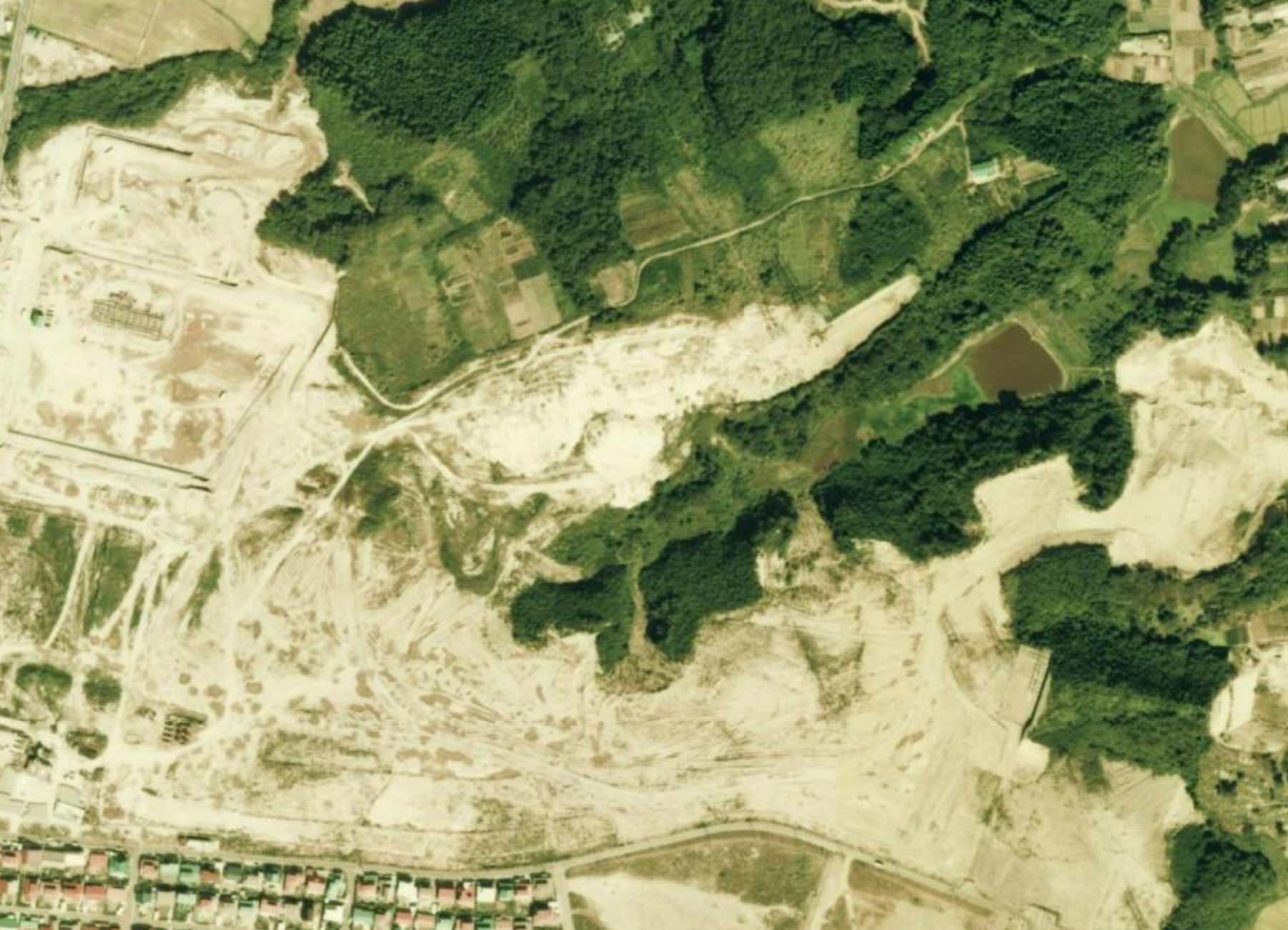
造成が進む鶴ケ谷北（1975年9月11日撮影）

1988年（昭和63年）、鶴ケ谷北地区で住居表示が施行され、鶴ケ谷北が誕生した。なお、鶴ケ谷東は2年後の1990年に住居表示が施行されている。

### 年表
- 1988年（昭和63年）7月4日 - 鶴ケ谷北地区で住居表示が施行。鶴ケ谷北一丁目から鶴ケ谷北二丁目が誕生する[2]。
- 1993年（平成5年）4月 - 鶴ケ谷北一丁目に仙台市教育センターができる[9]。

### 町名の変遷
町名の変遷は以下の通りとなる。
| 実施後         | 実施年月日   | 実施前（各町名ともその一部） | 実施前（各町名ともその一部） |
| -------------- | ------------ | ---------------------------- | ---------------------------- |
| 鶴ケ谷北一丁目 | 1988年7月4日 | 大字鶴ケ谷                   | 字大久保山                   |
| 鶴ケ谷北一丁目 | 1988年7月4日 | 大字鶴ケ谷                   | 字山沢                       |
| 鶴ケ谷北一丁目 | 1988年7月4日 | 大字鶴ケ谷                   | 字本山                       |
| 鶴ケ谷北二丁目 | 1988年7月4日 | 大字鶴ケ谷                   | 字大久保山                   |
| 鶴ケ谷北二丁目 | 1988年7月4日 | 大字鶴ケ谷                   | 字山沢                       |
| 鶴ケ谷北二丁目 | 1988年7月4日 | 大字鶴ケ谷                   | 字本山                       |

## 世帯数と人口
2025年（令和7年）4月1日現在の世帯数と人口は以下の通りである。
| 町丁           | 世帯数  | 人口  |
| -------------- | ------- | ----- |
| 鶴ケ谷北一丁目 | 241世帯 | 505人 |
| 鶴ケ谷北二丁目 | 193世帯 | 418人 |
| 計             | 434世帯 | 923人 |

## 小・中学校の学区
小・中学校の学区は以下の通りとなる。
| 町丁           | 街区符号・住居番号   | 小学校     | 中学校     |
| -------------- | -------------------- | ---------- | ---------- |
| 鶴ケ谷北一丁目 | 全域                 | 鶴谷小学校 | 鶴谷中学校 |
| 鶴ケ谷北二丁目 | 1番～11番22号        | 鶴谷小学校 | 鶴谷中学校 |
| 鶴ケ谷北二丁目 | 12番から町名の終わり | 鶴谷小学校 | 鶴谷中学校 |

## 施設・名所・観光スポット

### 公共
- 仙台市教育センター（鶴ケ谷北一丁目19-1）
- 鶴ケ谷北集会所（鶴ケ谷北二丁目11-6）
- 大久保山緑地（鶴ケ谷北一丁目7-76外）
- 鶴ヶ谷山沢公園（鶴ケ谷北一丁目132-4）
- 大久保山公園（鶴ケ谷北二丁目31-2）

## 交通

### 鉄道
- 鉄道駅はない。最寄り駅は■東北本線の東仙台駅。

### バス
- 仙台市営バス
  - オープン病院教育センター前 - 鶴谷特別支援学校前（50/51/53/120/220系統）
  - 鶴谷特別支援学校前 - 南光台東小学校入口（49/59系統）

### 道路
一般国道
- 国道4号（仙台バイパス）